# Drymonia
Drymonia is een geslacht van vlinders van de familie tandvlinders (Notodontidae).

## Soorten
- D. concolor Daniel, 1939
- D. danieli Hartig, 1971
- D. dodonaea

Gestreepte tandvlinder Denis & Schiffermüller, 1775
- D. dodonides Staudinger, 1887
- D. japonica Wileman, 1911
- D. nigroramosa Christoph, 1893
- D. obliterata

Beukentandvlinder (Esper, 1785)
- D. querna

Witlijntandvlinder Denis & Schiffermüller, 1775
- D. ruficornis

Maantandvlinder Hufnagel, 1766
- D. velitaris

Zuidelijke tandvlinder Hufnagel, 1766